# 聶高信山
聶高信山（英語：Mount Nicholson，又譯聶歌信山）是香港的一個山峰，海拔430米。該山峰位於香港島灣仔區南部，與其東面的渣甸山形成黃泥涌峽，並與其西面的金馬倫山形成中峽，其名相信是取自香港義勇防衛軍軍官（英語：W.C.A. Nicholson）。

## 地理
聶高信山位處香港島的中央，與東面的渣甸山和西南面的金馬倫山為鄰，聶高信山與渣甸山之間是黃泥涌峽，是香港島中央往來南北岸的要衝。聶高信山的北面、東面和南面分別由黃泥涌峽道、深水灣道和南風道所圍繞。南面的山腰上建有布力徑（港島徑第四段），連接灣仔峽和黃泥涌峽。金夫人馳馬徑亦途經聶高信山。在香港仔隧道通車前，黃泥涌峽道、深水灣道及淺水灣道是往來港島南區的重要路線，而香港仔隧道本身也是在聶高信山的山體內開通，連接金鐘和黃竹坑的南風隧道也是穿過聶高信山。

## 歷史
在1941年12月19日至21日的香港保衛戰期間，駐港英軍與侵略香港的日本軍在聶高信山爆發多場激戰，帶領兩營加拿大陸軍增援香港的羅遜准將在這座山山腰的西旅指揮部突圍時戰死。

## 生態
聶高信山南坡的南風道風水林為香港島唯一現存的風水林，在1993年被列為具特殊科學價值地點（SSSI）。南風道風水林是一個認識原生樹林的好地方。林中樹木生長茂盛，其中以黃桐佔大多數。另外，林中亦有其他本土樹種，包括罕見的槭樹科植物。
除住宅區和小部分地區外，聶高信山大部分土地屬於香港仔郊野公園。聶高信山南面的部分山坡十分陡峭，約60至70度，主崖斜度更高達80度，故成為攀岩愛好者遊玩的地點。

## 設施
聶高信山上設有一組供模擬地面電視廣播及香港數碼地面電視廣播輔助發射站，主要服務地區為灣仔、銅鑼灣及跑馬地一帶。

## 社區
2010年7月南豐與九龍倉各佔一半權益以104億元以樓面地價每呎32014元投得半山聶歌信山道103號地皮，面積250,930平方呎，地積比率約1.3倍，可建分層住宅及洋房。2017年，坐落聂高信山道8号的『MOUNT NICHOLSON』項目以单价13.2万港币/平方英尺出售，刷新房价之最。

### 交易記錄
- Alice Ho Chiu Yan
- Lau Chau In
- Anastasia Rosita Wang
- 劉錦成
- 虞鋒

## 站外鏈結
- 中原地圖上的聶高信山